# Tyla
Tyla Laura Seethal (sinh ngày 30 tháng 1 năm 2002), nghệ danh: Tyla, là nữ ca sĩ người Nam Phi. Sinh ra và lớn lên tại Johannesburg, Tyla ký hợp đồng với hãng Epic Records vào năm 2021 sau thành công trong nước với đĩa đơn đầu tay năm 2019, "Getting Late". Năm 2023, cô nổi tiếng toàn cầu với "Water" khi ca khúc lọt top 10 ở nhiều quốc gia trong đó có Nam Phi, Anh và Mỹ. Đây là lần đầu tiên một nghệ sĩ solo người Nam Phi có bài hát góp mặt trong Billboard Hot 100 của Mỹ trong vòng 55 năm. Cũng với đĩa đơn này, cô giành được giải Grammy đầu tiên trong sự nghiệp ở hạng mục "Màn trình diễn nhạc châu Phi xuất sắc nhất". Năm 2024, Tyla ra mắt album đầu tay cùng tên.
Tyla là nghệ sĩ châu Phi trẻ nhất trong lịch sử giành giải Grammy, những giải thưởng khác của cô bao gồm một giải Video âm nhạc của MTV và hai giải BET.

## Tiểu sử
Tyla Laura Seethal sinh ngày 30 tháng 1 năm 2002 tại Edenvale, East Rand trong một gia đình gốc Ấn, Mauritius, Zulu và Ireland. Cô lớn lên ở thành phố Johannesburg, Gauteng và tốt nghiệp Trung học Edenglen năm 2019.
Nữ ca sĩ bắt đầu theo đuổi sự nghiệp âm nhạc vào năm cuối Trung học với việc đăng các video tự sáng tác nhạc, cover lên Instagram và thường xuyên tìm kiếm cơ hội trong ngành giải trí. Cô được Garth von Glehn, sau này trở thành quản lý, phát hiện và đưa vào phòng thu. Tyla cho biết khi đó cô dành tất cả những ngày cuối tuần sau khi đi học để làm việc trong studio.

## Danh sách nhạc

### Album phòng thu
- Tyla (2024)